# Jenischs

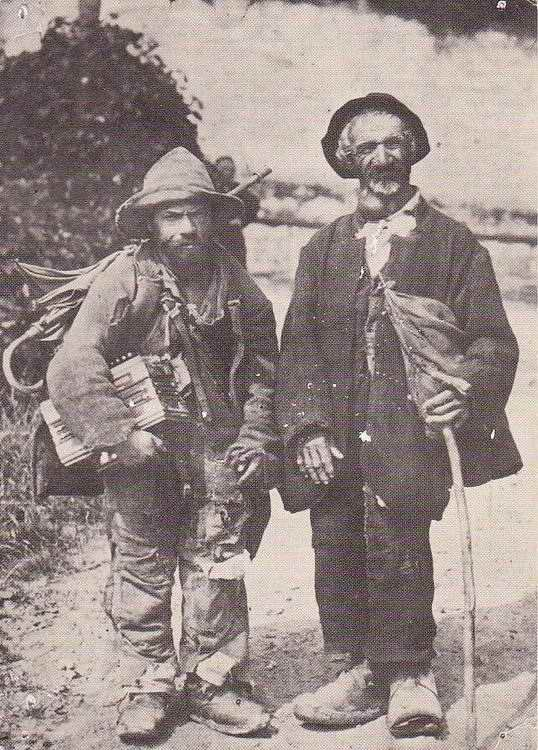
Jenisch a Suïssa, 1890 aprox.

Els jenischs o viatjants alemanys (en alemany, Jenischen, adjectiu: jenisch) són un poble seminòmada europeu d'origen incert que constitueix la tercera més gran ètnia migratòria del continent. Se'n desconeix el nombre exacte, però deu rondar 300.000, s'han establert principalment a Europa central, sobretot a Alemanya, i més minoritàriament a Bèlgica, Àustria, als Països Baixos, Suïssa i parts de França. Tan sols Suïssa els reconeix com a minoritat nacional. Una gran part ja menen una vida sedentària, són majoritàriament catòlics i alguns conserven l'idioma jenisch, una llengua mixta amb restes de llengües germàniques com l'ídix, el romaní, el rotwelsch, etc.

## Origen
El cas dels jenisch il·lustra la dificultat de trobar l'origen de poblacions nòmades. Es creu que hi hauria registres que n'indicarien la presència a Suïssa al segle xv. Molts jenisch s'autoclassifiquen com a cèltics, hi ha qui els vincula a poblacions de jueus mercants itinerants o unes altres que s'haurien anat escampant arran de la Guerra dels Trenta Anys o altres de posteriors.

## Jenischs famosos
- Stephan Eicher : cantant suís de pare jenisch.
- Frans Bauer : cantant neerlandès.
- Rafael van der Vaart : futbolista neerlandès de pare jenisch.
- Johnny Leoni : futbolista suís.
- Fränzli Wase : músic suís
- HölzerLips : jenisch-alemany que ha enregistrat cançons en llengua jenisch el 1978.
- Julien Lorcy: campió del món de WBA, originari del nord de França
- François Remetter : futbolista francès
- Antoine Griezmann : futbolista francès